# European Golden League femminile 2024
L'European Golden League 2024, 15ª edizione dell'omonima competizione di pallavolo femminile, si è svolta dal 16 maggio al 16 giugno 2024: al torneo hanno partecipato dodici squadre nazionali europee e la vittoria finale è andata per la prima volta alla Svezia.

## Regolamento

### Formula
La formula ha previsto:
- Fase a gironi, disputata con girone all'italiana: le prime tre classificate e la squadra del paese organizzatore (nel caso in cui sia stata tra le prime tre classificate, si è qualificata la quarta classificata) hanno acceduto alla fase finale mentre l'ultima classificata è retrocessa in European Silver League 2025.
- Fase finale, disputata con semifinali, finale terzo posto e finale.

### Criteri di classifica
Se il risultato finale è stato di 3-0 o 3-1 sono stati assegnati 3 punti alla squadra vincente e 0 a quella sconfitta, se il risultato finale è stato di 3-2 sono stati assegnati 2 punti alla squadra vincente e 1 a quella sconfitta.
L'ordine del posizionamento in classifica è stato definito in base a:
- Numero di partite vinte;
- Punti;
- Ratio dei set vinti/persi;
- Ratio dei punti realizzati/subiti;
- Risultati degli scontri diretti.

## Squadre partecipanti
| Squadra     | Qualificazione                    | Ultima partecipazione       |
| ----------- | --------------------------------- | --------------------------- |
| Austria     | Wild card                         | European Golden League 2019 |
| Azerbaigian | Wild card                         | European Golden League 2021 |
| Belgio      | 3ª in European Golden League 2023 | European Golden League 2023 |
| Croazia     | Wild card                         | European Golden League 2022 |
| Estonia     | 1ª in European Silver League 2023 | Debutto                     |
| Rep. Ceca   | 4ª in European Golden League 2023 | European Golden League 2023 |
| Romania     | 7ª in European Golden League 2023 | European Golden League 2023 |
| Slovacchia  | 6ª in European Golden League 2023 | European Golden League 2023 |
| Slovenia    | Wild card                         | European League 2016        |
| Spagna      | Wild card                         | European Golden League 2022 |
| Svezia      | 2ª in European Golden League 2023 | European Golden League 2023 |
| Ucraina     | 1ª in European Golden League 2023 | European Golden League 2023 |

## Torneo

### Fase a gironi

#### Prima settimana

##### Girone 1
| 17 maggio 2024 Spordihall, Rakvere Durata: 1h:21 - Spettatori: 720 | Slovenia | 3 - 0 | Estonia  | 25-23, 25-18, 25-18               |
| 18 maggio 2024 Spordihall, Rakvere Durata: 1h:54 - Spettatori: 70  | Ucraina  | 3 - 2 | Slovenia | 23-25, 25-15, 20-25, 25-17, 15-11 |
| 19 maggio 2024 Spordihall, Rakvere Durata: 1h:00 - Spettatori: 580 | Estonia  | 0 - 3 | Ucraina  | 11-25, 14-25, 13-25               |

##### Girone 2
| 17 maggio 2024 Nastavno-Sportska DGV, Osijek Durata: 1h:29 - Spettatori: 300 | Azerbaigian | 3 - 0 | Croazia     | 25-19, 25-19, 25-22        |
| 18 maggio 2024 Nastavno-Sportska DGV, Osijek Durata: 1h:58 - Spettatori: 50  | Slovacchia  | 3 - 1 | Azerbaigian | 21-25, 25-20, 25-16, 25-19 |
| 19 maggio 2024 Nastavno-Sportska DGV, Osijek Durata: 1h:25 - Spettatori: 300 | Croazia     | 3 - 0 | Slovacchia  | 25-21, 25-17, 25-21        |

##### Girone 3
| 17 maggio 2024 Sparbanken Skåne Arena, Lund Durata: 2h:22 - Spettatori: 1 410 | Spagna | 2 - 3 | Svezia | 28-26, 22-25, 25-22, 18-25, 12-15 |
| 18 maggio 2024 Sparbanken Skåne Arena, Lund Durata: 1h:47 - Spettatori: 576   | Belgio | 3 - 1 | Spagna | 28-30, 25-16, 25-18, 25-16        |
| 19 maggio 2024 Sparbanken Skåne Arena, Lund Durata: 1h:24 - Spettatori: 1 679 | Svezia | 0 - 3 | Belgio | 17-25, 19-25, 14-25               |

##### Girone 4
| 16 maggio 2024 Sportaréna, Teplice Durata: 1h:07 - Spettatori: 700 | Austria   | 0 - 3 | Rep. Ceca | 10-25, 9-25, 19-25         |
| 17 maggio 2024 Sportaréna, Teplice Durata: 1h:13 - Spettatori: 60  | Romania   | 3 - 0 | Austria   | 25-13, 25-20, 25-19        |
| 18 maggio 2024 Sportaréna, Teplice Durata: 1h:59 - Spettatori: 850 | Rep. Ceca | 3 - 1 | Romania   | 25-18, 22-25, 25-23, 25-23 |

#### Seconda settimana

##### Girone 5
| 24 maggio 2024 Multiversum Eventhalle, Schwechat Durata: 1h:50 - Spettatori: 330 | Slovacchia | 3 - 1 | Austria    | 22-25, 25-15, 25-19, 25-23 |
| 25 maggio 2024 Multiversum Eventhalle, Schwechat Durata: 1h:15 - Spettatori: 90  | Ucraina    | 3 - 0 | Slovacchia | 25-20, 25-21, 25-11        |
| 26 maggio 2024 Multiversum Eventhalle, Schwechat Durata: 1h:51 - Spettatori: 460 | Austria    | 1 - 3 | Ucraina    | 22-25, 25-20, 14-25, 24-26 |

##### Girone 6
| 24 maggio 2024 Sala polivalentă Alba Blaj, Blaj Durata: 1h:09 - Spettatori: 1 300 | Azerbaigian | 0 - 3 | Romania     | 19-25, 15-25, 10-25 |
| 25 maggio 2024 Sala polivalentă Alba Blaj, Blaj Durata: 1h:23 - Spettatori: 100   | Svezia      | 3 - 0 | Azerbaigian | 25-19, 25-19, 25-19 |
| 26 maggio 2024 Sala polivalentă Alba Blaj, Blaj Durata: 1h:25 - Spettatori: 1 500 | Romania     | 3 - 0 | Svezia      | 25-23, 25-23, 25-18 |

##### Girone 7
| 24 maggio 2024 Športna Dvorana Ljudski Vrt, Maribor Durata: 1h:26 - Spettatori: 300 | Spagna    | 3 - 0 | Slovenia  | 25-16, 25-22, 25-13        |
| 25 maggio 2024 Športna Dvorana Ljudski Vrt, Maribor Durata: 1h:19 - Spettatori: 100 | Rep. Ceca | 3 - 0 | Spagna    | 25-19, 25-19, 25-17        |
| 26 maggio 2024 Športna Dvorana Ljudski Vrt, Maribor Durata: 2h:05 - Spettatori: 300 | Slovenia  | 1 - 3 | Rep. Ceca | 16-25, 25-20, 21-25, 21-25 |

##### Girone 8
| 24 maggio 2024 Topsporthal, Beveren Durata: 1h:04 - Spettatori: 1 521 | Estonia | 0 - 3 | Belgio  | 9-25, 19-25, 10-25         |
| 25 maggio 2024 Topsporthal, Beveren Durata: 2h:05 - Spettatori: 75    | Croazia | 3 - 1 | Estonia | 25-23, 25-27, 25-14, 30-28 |
| 26 maggio 2024 Topsporthal, Beveren Durata: 1h:31 - Spettatori: 1 897 | Belgio  | 3 - 1 | Croazia | 25-19, 25-14, 14-25, 25-15 |

#### Terza settimana

##### Girone 9
| 31 maggio 2024 Palazzetto dello sport A.Y.S., Baku Durata: 1h:19 - Spettatori: 985 | Estonia     | 0 - 3 | Azerbaigian | 21-25, 12-25, 20-25              |
| 1º giugno 2024 Palazzetto dello sport A.Y.S., Baku Durata: 1h:53 - Spettatori: 120 | Austria     | 1 - 3 | Estonia     | 25-16, 23-25, 21-25, 15-25       |
| 2 giugno 2024 Palazzetto dello sport A.Y.S., Baku Durata: 2h:04 - Spettatori: 520  | Azerbaigian | 2 - 3 | Spagna      | 25-22, 25-19, 23-25, 16-25, 8-15 |

##### Girone 10
| 31 maggio 2024 Palacio de Deportes de Gijón, Gijón Durata: 1h:56 - Spettatori: 2 200 | Croazia | 2 - 3 | Australia | 17-25, 25-16, 20-25, 25-23, 8-15 |
| 1º giugno 2024 Palacio de Deportes de Gijón, Gijón Durata: 1h:11 - Spettatori: 250   | Romania | 3 - 0 | Croazia   | 25-18, 25-22, 25-21              |
| 2 giugno 2024 Palacio de Deportes de Gijón, Gijón Durata: 1h:35 - Spettatori: 2 500  | Spagna  | 3 - 1 | Romania   | 15-25, 25-19, 25-16, 25-18       |

##### Girone 11
| 31 maggio 2024 Športová hala Pasienky, Bratislava Durata: 1h:31 - Spettatori: 1 950 | Svezia     | 3 - 0 | Slovacchia | 25-19, 25-23, 25-18 |
| 1º giugno 2024 Športová hala Pasienky, Bratislava Durata: 1h:21 - Spettatori: 300   | Slovenia   | 0 - 3 | Svezia     | 18-25, 20-25, 23-25 |
| 2 giugno 2024 Športová hala Pasienky, Bratislava Durata: 1h:36 - Spettatori: 1 850  | Slovacchia | 3 - 0 | Slovenia   | 25-21, 29-27, 25-22 |

##### Girone 12
| 31 maggio 2024 Arena Jaskółka, Tarnów Durata: 1h:20 - Spettatori: 100 | Rep. Ceca | 3 - 0 | Ucraina   | 25-20, 25-19, 25-22        |
| 1º giugno 2024 Arena Jaskółka, Tarnów Durata: 2h:02 - Spettatori: 56  | Belgio    | 1 - 3 | Rep. Ceca | 23-25, 26-24, 25-18, 25-20 |
| 2 giugno 2024 Arena Jaskółka, Tarnów Durata: 1h:56 - Spettatori: 120  | Ucraina   | 3 - 1 | Belgio    | 21-25, 28-26, 18-25, 23-25 |

#### Classifica
| Pos. | Squadra     | Pt | G | V | P | SV | SP | Ratio | PF  | PS  | Ratio |
| ---- | ----------- | -- | - | - | - | -- | -- | ----- | --- | --- | ----- |
| 1.   | Belgio      | 18 | 6 | 6 | 0 | 18 | 4  | 4,500 | 542 | 418 | 1,296 |
| 2.   | Rep. Ceca   | 15 | 6 | 5 | 1 | 16 | 5  | 3,200 | 504 | 425 | 1,185 |
| 3.   | Romania     | 12 | 6 | 4 | 2 | 14 | 6  | 2,333 | 467 | 408 | 1,144 |
| 4.   | Svezia      | 11 | 6 | 4 | 2 | 12 | 8  | 1,500 | 452 | 433 | 1,043 |
| 5.   | Ucraina     | 11 | 6 | 4 | 2 | 13 | 9  | 1,444 | 505 | 444 | 1,137 |
| 6.   | Spagna      | 9  | 6 | 3 | 3 | 12 | 12 | 1,000 | 509 | 515 | 0,988 |
| 7.   | Slovacchia  | 9  | 6 | 3 | 3 | 9  | 11 | 0,818 | 443 | 457 | 0,969 |
| 8.   | Azerbaigian | 7  | 6 | 2 | 4 | 9  | 12 | 0,750 | 428 | 465 | 0,920 |
| 9.   | Croazia     | 7  | 6 | 2 | 4 | 9  | 13 | 0,692 | 469 | 494 | 0,949 |
| 10.  | Slovenia    | 4  | 6 | 1 | 5 | 6  | 15 | 0,400 | 433 | 491 | 0,881 |
| 11.  | Estonia     | 3  | 6 | 1 | 5 | 4  | 16 | 0,250 | 371 | 489 | 0,758 |
| 12.  | Austria     | 2  | 6 | 1 | 5 | 6  | 17 | 0,352 | 447 | 531 | 0,841 |

      Qualificata alla fase finale.
      Retrocessa in European Silver League.

### Fase finale
|  | Semifinali | Semifinali | Semifinali |           |   | Finale          | Finale          | Finale          |  |
|  |            |            |            |           |   |                 |                 |                 |  |
|  | 1          | Belgio     | 2          |           |   |                 |                 |                 |  |
|  | 1          | Belgio     | 2          |           |   |                 |                 |                 |  |
|  | 4          | Svezia     | 3          |           |   |                 |                 |                 |  |
|  | 4          | Svezia     | 3          |           | 4 | Svezia          | 3               |                 |  |
|  |            |            |            |           | 4 | Svezia          | 3               |                 |  |
|  |            |            | 2          | Rep. Ceca | 2 |                 |                 |                 |  |
|  | 2          | Rep. Ceca  | 2          | Rep. Ceca | 2 | 3               |                 |                 |  |
|  | 2          | Rep. Ceca  |            |           |   | 3               |                 |                 |  |
|  | 3          | Romania    | 1          |           |   | Finale 3º posto | Finale 3º posto | Finale 3º posto |  |
|  | 3          | Romania    | 1          |           |   |                 |                 |                 |  |
|  |            |            |            |           |   |                 |                 |                 |  |
|  |            |            |            |           |   | 1               | Belgio          | 3               |  |
|  |            |            |            |           |   | 1               | Belgio          | 3               |  |
|  |            |            |            |           |   | 3               | Romania         | 0               |  |

#### Semifinali
| 15 giugno 2024 Zimní stadion Ostrava-Poruba, Ostrava Durata: 2h:21 - Spettatori: 700   | Belgio    | 2 - 3 | Svezia  | 25-16, 22-25, 22-25, 25-22, 12-15 |
| 15 giugno 2024 Zimní stadion Ostrava-Poruba, Ostrava Durata: 2h:11 - Spettatori: 1 300 | Rep. Ceca | 3 - 1 | Romania | 19-25, 25-13, 25-18, 30-28        |

#### Finale 3º posto
| 16 giugno 2024 Zimní stadion Ostrava-Poruba, Ostrava Durata: 1h:06 - Spettatori: 800 | Belgio | 3 - 0 | Romania | 25-14, 25-12, 25-19 |

#### Finale
| 16 giugno 2024 Zimní stadion Ostrava-Poruba, Ostrava Durata: 2h:29 - Spettatori: 1 700 | Svezia | 3 - 2 | Rep. Ceca | 25-22, 21-25, 18-25, 25-20, 15-11 |

## Classifica finale
| Pos | Squadra     | Rosa |
| --- | ----------- | --- |
|     | Svezia      | Formazione: 2 Tabron, 3 L. Andersson, 5 Malm, 7 Hedda Broberg, 10 I. Haak, 11 Lazić, 12 Gustafsson, 13 Brink, 15 Van Leusen, 16 V. Andersson, 17 A. Haak, 18 J. Nilsson, 19 Lindberg, 20 S. Nilsson, 25 E. Andersson, CT: Bregoli                   |
|     | Rep. Ceca   | Formazione: 1 Kneiflová, 4 Pavlová, 6 Havelková, 7 Bukovská, 8 Koulisiani, 9 Digrinová, 10 Valková, 11 Dostálová, 15 Jehlářová, 16 Mlejnková, 17 Faltínová, 19 Pelikánová, 20 Grabovská, 22 Orvošová, 25 Brancuská, 26 Blažková, CT: Athanasopoulos |
|     | Belgio      | Formazione: 2 Van Sas, 3 Herbots, 6 Gilson, 9 Demeyer, 10 Martin, 12 Krenicky, 14 Van Geertruyden, 17 Cos, 18 Rampelberg, 19 Van Avermaet, 20 Fransen, 21 Stragier, 22 Koulberg, 23 Debouck, 28 Nagels, CT: Vansnick                                |
| 4   | Romania     | Formazione: 1 Ariton, 2 Vereș, 3 Buterez, 7 Inneh, 8 Radu, 9 Axinte, 10 Ioan, 11 Matei, 12 Badiu-Savu, 13 Ciucu, 14 Roman, 15 Miclăuș, 22 Airoaie, 25 Străchinescu, 26 Iancu, 29 Cristea, 77 Cazacu, CT: Hernández                                  |
| 5   | Ucraina     | Formazione: 1 Milenko, 2 Karpec', 3 Vasyl'jeva, 5 Lokhmanchuk, 6 Nemceva, 7 Lidiaieva, 9 Oliinyk, 12 Starostenko, 14 Velykokon', 16 Maievska, 17 Khober, 19 Artyšuk, 23 Dymar, 24 Černucha, CT: Petkov                                              |
| 6   | Spagna      | Formazione: 2 Mavrommatis, 4 Hernández, 5 Martínez, 6 Pérez, 7 Piza, 8 García, 9 Aranda, 10 Carpintero, 11 de Paula, 12 Varela, 13 Llabrés, 15 Prol, 16 Segura, 18 Jiménez, 20 Montoro, 22 Lázaro, 28 Camino, 29 Schlegel, CT: Saurín               |
| 7   | Slovacchia  | Formazione: 3 Jelínková, 4 Herdová, 6 Palgutová, 9 Smiešková, 10 Boledovičová, 11 Jančová, 12 Sedláčková, 14 Hrušecká, 15 Fričová, 16 Kohútová, 18 Šunderlíková, 19 Körmendyová, 20 Šepeľová, 22 Magdinová, CT: Mašek                               |
| 8   | Azerbaigian | Formazione: 1 Əliyeva, 2 Dorošenko, 4 I. Aliyeva, 6 R. Aliyeva, 8 Ü. Kərimova, 9 Bashnakova, 10 Mertsalova, 11 A. Kərimova, 12 Abueva, 14 Alaskarova, 16 I. Kərimova, 17 Baidiuk, 20 Stepanenko, 22 Kiryliuk, CT: Garayev                           |
| 9   | Croazia     | Formazione: 1 Antunović, 2 Grbavica, 3 Strunjak, 4 Butigan, 5 Mihaljević, 6 Deak, 7 Freund, 8 Smoljan, 10 Karatović, 11 Strize, 12 Marković, 14 Šamadan, 19 Štimac, 20 Grabić, CT: Arbutina                                                         |
| 10  | Slovenia    | Formazione: 1 Svetina, 4 Pucelj, 5 Lorber Fijok, 7 Zdovc Sporer, 9 Šiftar, 10 Najdič, 11 Velikonja Grbac, 12 Filipič, 13 Milošič, 15 Mazej, 17 Markovič, 18 Planinšec, 20 Gornjec Hodnik, 21 Halužan Sagadin, 27 Ramić, 29 Cikač, CT: Orefice       |
| 11  | Estonia     | Formazione: 1 Peit, 2 Lember, 4 Miilen, 5 Kullerkann, 6 Kask, 7 Lass, 8 Hollas, 9 Vares, 10 Varlõgina, 11 Laak, 12 Leenurm, 13 Pertens, 15 Sova, 16 Kibbermann, 17 Vahula, 21 Kangro, 22 Pill, CT: Toobal                                           |
| 12  | Austria     | Formazione: 1 Holzinger, 2 Raab, 3 Huber, 4 Katz, 7 Mehić, 10 Trunner, 11 Chrtianska, 13 Hinteregger, 14 Schaberl, 15 Oberhauser, 16 Galić, 18 Nesimović, 19 Stabentheiner, 21 Janka, 22 Gärtner, 27 Fitz, CT: Schwab                               |

|  |  | Qualificata alla Volleyball Challenger Cup 2024. |

|  | Retrocessa in European Silver League 2025. |

## Statistiche
| Rendimento individuale | Rendimento individuale | Rendimento individuale | Rendimento individuale |
| Pos.                   | Nome                   | Punti                  | Squadra                |
| ---------------------- | ---------------------- | ---------------------- | ---------------------- |
| 1                      | Isabelle Haak          | 165                    | Svezia                 |
| 2                      | Gabriela Orvošová      | 152                    | Rep. Ceca              |
| 3                      | Britt Herbots          | 151                    | Belgio                 |
| 4                      | Rodica Buterez         | 145                    | Romania                |
| 5                      | Ana Cazacu             | 133                    | Romania                |

| Attacchi vincenti | Attacchi vincenti | Attacchi vincenti | Attacchi vincenti |
| Pos.              | Nome              | Punti             | Squadra           |
| ----------------- | ----------------- | ----------------- | ----------------- |
| 1                 | Isabelle Haak     | 146               | Svezia            |
| 2                 | Britt Herbots     | 130               | Belgio            |
| 3                 | Rodica Buterez    | 127               | Romania           |
| 4                 | Gabriela Orvošová | 122               | Rep. Ceca         |
| 5                 | Ana Cazacu        | 113               | Romania           |

| Muri vincenti | Muri vincenti     | Muri vincenti | Muri vincenti |
| Pos.          | Nome              | Punti         | Squadra       |
| ------------- | ----------------- | ------------- | ------------- |
| 1             | Britt Fransen     | 25            | Belgio        |
| 2             | Božana Butigan    | 23            | Croazia       |
| 3             | Gabriela Orvošová | 22            | Rep. Ceca     |
| 4             | Roxana Roman      | 20            | Romania       |
| 5             | Nina Nesimović    | 18            | Austria       |
| 5             | Lucía Varela      | 18            | Spagna        |
| 5             | Ela Koulisiani    | 18            | Rep. Ceca     |

| Battute vincenti | Battute vincenti | Battute vincenti | Battute vincenti |
| Pos.             | Nome             | Punti            | Squadra          |
| ---------------- | ---------------- | ---------------- | ---------------- |
| 1                | Iarina Axinte    | 16               | Romania          |
| 2                | Rodica Buterez   | 11               | Romania          |
| 3                | María Segura     | 10               | Spagna           |
| 3                | Pauline Martin   | 10               | Belgio           |
| 3                | Ana Cazacu       | 10               | Romania          |